# Blachia
Blachia é um género botânico pertencente à família Euphorbiaceae.
Plantas distribuidas da Índia até a Malésia.

## Sinonímia
- Deonia Pierre ex Pax

## Espécies
Composto por 17 espécies:
| - Blachia andamanica - Blachia calycina - Blachia chunii - Blachia cotoneaster - Blachia denudata - Blachia glandulosa | - Blachia jatrophifolia - Blachia longzhouensis - Blachia pentzii - Blachia philippinensis - Blachia poilanei - Blachia reflexa | - Blachia siamensis - Blachia thorelii - Blachia umbellata - Blachia viridissima - Blachia yaihsienensis |

## Nome e referências
Blachia Baill.